# Фогараши, Бела
Бе́ла Фо́гараши (венг. Fogarasi Béla, также Адальберт или Алаберт Фогараши, урождённый Фрид, Fried; 25 июля 1891 — 28 апреля 1959) — венгерский философ-марксист.

## Биография
Беле Фогараши не исполнилось и 20 лет, когда он стал известен в венгерских философских кругах благодаря выполненному им переводу «Введения в метафизику» Анри Бергсона. Университет окончил в 1913 году.
До Первой мировой войны — участник радикального политического движения в Венгрии, соратник Дьёрдя Лукача, участник его «Воскресного кружка», в котором состояли такие деятели венгерской культуры, как Бела Балаж, Фредерик Антал, Арнольд Хаузер, Карл Мангейм и другие. Фогараши был связующим звеном кружка с Обществом социальных наук, а проведённый им в марте 1918 года семинар «Консервативный и прогрессивный идеализм», собравший таких мыслителей, как Эрвин Сабо, Оскар Яси и Дьёрдь Лукач, ознаменовал собой объединение этих двух групп. В декабре 1918 года вместе с Лукачем вступил в Венгерскую коммунистическую партию.
После социалистической революции 1919 года в Венгрии — видный работник культурного фронта в Венгерской советской республике, ответственный за систему высшего образования, а также редактор «Красной газеты» («Vörös Újság»). Создал Рабочий университет имени Маркса-Энгельса, параллельно усиленно занимаясь марксистским самообразованием на основании изданного Эрвином Сабо собрания сочинений Маркса и Энгельса.
После падения республики эмигрировал в Вену. Проживал в Германии, затем в СССР. Публикует работы по вопросам диалектики, с начала 1930-х работает профессором. По приглашению земляка и однопартийца Евгения Варги становится сотрудником Института мирового хозяйства и мировой политики АН СССР.
В 1945 г. возвращается в Венгрию. С 1948 г. — профессор философии Будапештского университета, с 1949 г. — председатель отделения общественно-исторических наук Венгерской Академии Наук. Один из организаторов и вице-президент АН, директор института философии АН в 1957—1959 гг., редактор журнала «Венгерское философское обозрение».

## Сочинения
- Социология знания и социология интеллигенции // Под знаменем марксизма.1930. № 7/8. С.194-206.
- Социал-фашизм и идеализм. // Под знаменем марксизма. 1931.№ 6. С. 15-28.
- Германский фашизм-враг культуры.М., 1942.
- Fogarasi B. Logik. Berlin, 1956.
- Логика.М.,1959. Пер. с нем.А.П.Казанской и Г.В. Колшанского. Вступительная статья Попова П.С.